# Julian Brandt
Julian Brandt (Bremen, 2 mei 1996) is een Duits voetballer die doorgaans als middenvelder speelt. Hij verruilde Bayer Leverkusen in juli 2019 voor Borussia Dortmund, dat 25 miljoen euro voor hem betaalde. Brandt debuteerde in 2016 in het Duits voetbalelftal.

## Clubcarrière
Brandt speelde in de jeugd voor achtereenvolgens SC Borgfeld, FC Oberneuland en VfL Wolfsburg. In januari 2014 vertrok hij naar Bayer Leverkusen, waar hij een profcontract ondertekende tot de zomer van 2019. Hij debuteerde op 15 februari 2014 namens Leverkusen in de Bundesliga, tegen Schalke 04. Hij viel die dag na 82 minuten in voor Son Heung-Min. Drie dagen later mocht Brandt ook meedoen in een wedstrijd in de Champions League, tegen Paris Saint-Germain. Toenmalig Bayer Leverkusen-coach Sami Hyypiä gaf hem op 4 april 2014 zijn eerste basisplaats, in de Imtech Arena tegen Hamburger SV. Hij maakte prompt zijn eerste treffer in de Bundesliga.
Brandt speelde zes seizoenen voor Leverkusen, waarmee hij vier keer in de top 4 eindigde. Zo kon hij in de eerste jaren van zijn carrière niet alleen in de competitie, maar ook op internationaal niveau veel ervaring opdoen. Leverkusen bleef alleen in 2017/18 verstoken van Europees voetbal. Brandt behaalde met Leverkusen drie keer de knockout-fase van de Champions League en twee keer die van de Europa League. Hij speelde uiteindelijk 215 wedstrijden voor Leverkusen. Daarin scoorde hij 42 keer.
Brandt verruilde Bayer Leverkusen in juli 2019 voor Borussia Dortmund, dat 25 miljoen euro voor hem betaalde. Zijn nieuwe club trok dat jaar naast hem ook onder anderen Thorgan Hazard, Nico Schulz,  Mats Hummels en Erling Haaland aan om zo te proberen Bayern München weer eens van het landskampioenschap te houden. Dat had net voor de zevende keer op rij de Duitse titel gewonnen. Brandt werd in zijn eerste seizoen met Dortmund tweede (dertien punten achter Bayern), in 2020/21 derde (omdat RB Leipzig zich tussen Borussia en Bayern München wist te nestelen), in 2021/22 gevolgd door weer een tweede plaats (acht punten achter Bayern). Het landskampioenschap leek in 2022/23 aanstaande toen Borussia Dortmund in 2022/23 één speelronde voor het einde twee punten boven Bayern stond, met alleen middennmotor FSV Mainz nog op het programma. Brandt en zijn ploeggenoten bleven die wedstrijd steken op 2–2 en liepen het landskampioenschap zo op doelsaldo mis. 

## Clubstatistieken
| Seizoen     | Club                | Competitie  | Competitie | Competitie | Beker | Beker | Internationaal | Internationaal | Totaal | Totaal |
| Seizoen     | Club                | Competitie  | Wed.       | Dlp.       | Wed.  | Dlp.  | Wed.           | Dlp.           | Wed.   | Dlp.   |
| ----------- | ------------------- | ----------- | ---------- | ---------- | ----- | ----- | -------------- | -------------- | ------ | ------ |
| 2013/14     | Bayer 04 Leverkusen | Bundesliga  | 12         | 2          | 0     | 0     | 2              | 0              | 14     | 2      |
| 2014/15     | Bayer 04 Leverkusen | Bundesliga  | 25         | 4          | 4     | 0     | 6              | 0              | 35     | 4      |
| 2015/16     | Bayer 04 Leverkusen | Bundesliga  | 29         | 9          | 3     | 1     | 12             | 0              | 44     | 10     |
| 2016/17     | Bayer 04 Leverkusen | Bundesliga  | 32         | 3          | 0     | 0     | 8              | 1              | 40     | 4      |
| 2017/18     | Bayer 04 Leverkusen | Bundesliga  | 34         | 9          | 5     | 3     | —              | —              | 39     | 12     |
| 2018/19     | Bayer 04 Leverkusen | Bundesliga  | 33         | 7          | 3     | 2     | 7              | 1              | 43     | 10     |
| Club totaal | Club totaal         | Club totaal | 165        | 34         | 15    | 6     | 35             | 2              | 215    | 42     |
| 2019/20     | Borussia Dortmund   | Bundesliga  | 33         | 3          | 2     | 2     | 7              | 2              | 42     | 7      |
| 2020/21     | Borussia Dortmund   | Bundesliga  | 31         | 3          | 5     | 0     | 8              | 0              | 44     | 3      |
| 2021/22     | Borussia Dortmund   | Bundesliga  | 31         | 9          | 2     | 0     | 7              | 0              | 40     | 9      |
| 2022/23     | Borussia Dortmund   | Bundesliga  | 32         | 9          | 3     | 0     | 7              | 1              | 42     | 10     |
| Club totaal | Club totaal         | Club totaal | 127        | 24         | 12    | 2     | 29             | 3              | 168    | 29     |
| Totaal      | Totaal              | Totaal      | 292        | 58         | 27    | 8     | 64             | 5              | 383    | 71     |

Bijgewerkt tot en met 18 juli 2023

## Interlandcarrière
Brandt speelde in bijna alle Duitse nationale jeugdelftallen vanaf onder 15. Hij bereikte met Duitsland –17 de finale van het EK –17 van 2012 en won met Duitsland –19 het EK –19 van 2014. Hij nam met Duitsland –20 deel aan het WK –20 van 2015 en behaalde met het Duitse olympische team de finale op de Olympische Zomerspelen 2016.
Brandt debuteerde op 29 mei 2016 in het Duits voetbalelftal. Bondscoach Joachim Löw liet hem toen een helft spelen tijdens een oefeninterland tegen Slowakije. In juni 2017 nam Brandt met Duitsland deel aan de FIFA Confederations Cup 2017, die de Duitsers wonnen door in de finale Chili te verslaan (1–0). Brandt maakte eveneens deel uit van de Duitse selectie die onder leiding van Löw deelnam aan het WK 2018 in Rusland. Daar werd Die Mannschaft voortijdig uitgeschakeld. De ploeg strandde voor het eerst sinds het wereldkampioenschap 1938 in de groepsfase, na nederlagen tegen Mexico (0–1) en Zuid-Korea (0–2). Duitsland won alleen van Zweden (2–1), al kwam die zege pas tot stand in de blessuretijd. Brandt speelde mee in alle drie de groepswedstrijden, maar telkens als invaller. Nadat hij niet werd geselecteerd voor het EK 2020, nam Löws opvolger Hansi Flick hem wel weer mee naar het WK 2022. Hierop kwam hij alleen niet van de bank.

## Erelijst
| Competitie              |                   |                   |                   |                   |
| Competitie              | Aantal            | Jaren             |                   |                   |
| Borussia Dortmund       | Borussia Dortmund | Borussia Dortmund | Borussia Dortmund | Borussia Dortmund |
| ----------------------- | ----------------- | ----------------- | ----------------- | ----------------- |
| DFB-Pokal               | 1x                | 2020/21           |                   |                   |
| DFL-Supercup            | 1x                | 2019              |                   |                   |
| Duitsland –19           |                   |                   |                   |                   |
| Europees kampioen –19   | 1x                | 2014              |                   |                   |
| Duitsland               |                   |                   |                   |                   |
| FIFA Confederations Cup | 1x                | 2017              |                   |                   |

1 Kobel ·
2 Couto ·
3 Anton ·
4 Schlotterbeck ·
5 Bensebaini ·
6 Özcan ·
7 Reyna ·
8 Nmecha ·
9 Guirassy ·
10 Brandt ·
13 Groß ·
14 Beier ·
16 Duranville ·
20 Sabitzer ·
21 Malen ·
23 Can  ·
25 Süle ·
26 Ryerson ·
27 Adeyemi ·
33 Meyer ·
35 Lotka ·
37 Campbell ·
43 Gittens ·
Coach: Şahin
1 Horn ·
2 Toljan ·
3 Klostermann ·
4 Ginter ·
5 Süle ·
6 S. Bender ·
7 Meyer ·
8 L. Bender ·
9 Selke ·
10 Goretzka  ·
11 Brandt ·
12 Huth ·
13 Max ·
14 Bauer ·
15 Christiansen ·
16 Prömel ·
17 Gnabry ·
18 Petersen ·
22 Oelschlägel ·
Coach: Hrubesch
1 Trapp ·
2 Mustafi ·
3 Hector ·
4 Ginter ·
5 Plattenhardt ·
6 Henrichs ·
7 Draxler  ·
8 Goretzka ·
9 Wagner ·
10 Demirbay ·
11 Werner ·
12 Leno ·
13 Stindl ·
14 Emre Can ·
15 Younes ·
16 Rüdiger ·
17 Süle ·
18 Kimmich ·
20 Brandt ·
21 Rudy ·
22 Ter Stegen ·
Coach: Löw
1 Neuer  ·
2 Plattenhardt ·
3 Hector ·
4 Ginter ·
5 Hummels ·
6 Khedira ·
7 Draxler ·
8 Kroos ·
9 Werner ·
10 Özil ·
11 Reus ·
12 Trapp ·
13 Müller ·
14 Goretzka ·
15 Süle ·
16 Rüdiger ·
17 Boateng ·
18 Kimmich ·
19 Rudy ·
20 Brandt ·
21 Gündoğan ·
22 Ter Stegen ·
23 Gómez ·
Coach: Löw
1 Neuer  ·
2 Rüdiger ·
3 Raum ·
4 Ginter ·
5 Kehrer ·
6 Kimmich ·
7 Havertz ·
8 Goretzka ·
9 Füllkrug ·
10 Gnabry ·
11 Götze ·
12 Trapp ·
13 Müller ·
14 Musiala ·
15 Süle ·
16 Klostermann ·
17 Brandt ·
18 Hofmann ·
19 Sané ·
20 Günter ·
21 Gündoğan ·
22 Ter Stegen ·
23 Schlotterbeck ·
24 Adeyemi ·
25 Bella-Kotchap ·
26 Moukoko ·
Coach: Flick